# 克爾山
克爾山（英語：Mount Kerr）是南極洲的山峰，位於麥克羅伯特森地，處於克賴頓山以南1公里，屬於查爾斯王子山脈中波爾托斯山脈的一部分，澳大利亞探險隊根據空中照片繪入地圖，現時由南極條約體系管理。